# Unin (voivodato de Mazovia)
Unin es un pueblo de Polonia, en Mazovia. Se encuentra en el distrito (Gmina) de Górzno, perteneciente al condado (Powiat) de Garwolin. Se encuentra aproximadamente a 8 km al norte de Górzno, 5 km al este de Garwolin, y a 59 km al sureste de Varsovia. 
Entre 1975 y 1998 perteneció al voivodato de Siedlce.